# Начо Монсалве
Игнасио „Начо“ Монсалве Висенте (на испански: Ignacio "Nacho" Monsalve Vicente) е испански професионален футболист, защитник, който от 2021 година е състезател на българският тим ПФК Левски (София).

## Кратка спортна биография
Роден е на 27 април 1994 г. в Мадрид. Монсалве сзапочва да тренира футбол в школата на испанският гранд Атлетико Мадрид през 2006 г. Дебютира в мъжките формации с C-отбора, в шампионата Терсера Дивисион.
През юни 2014, кпровежда предсезонна подготовка с първия отбор. През март 2016 г., след травмите на Диего Годин, Хосе Хименес и Стефан Савич, той е привикан в първия отбор.
На 2 април 2016 г. Монсалве прави професионален дебют с екипа на Атлетико, в мача срещу Реал (Бетис). На 19 юли с.г., той се премества дубъла на Депортиво де Ла Коруня Б. На 24 август 2017 г. Монсалве подписва с Рейо Валекано, който се състезава в Сегунда Дивисион.
На 3 август 2018 г. Монсалве се премества в чужбина за първи път в кариерата си, като подписва с нидерландският тим на ФК Твенте в Еерсте Дивизи. Следващият сезон подписва с НЦА Бреда. На 27 януари 2021 г. Монсалве сменя държавите, като се присъединява към българският ПФК Левски (София).